# Делятин (станція)
Деля́тин (колишній Ділятин) — вузлова залізнична станція Івано-Франківської дирекції Львівської залізниці на перетині трьох неелектрифікованих ліній Хриплин — Делятин, Делятин — Ділове та Коломия — Делятин між станціями Надвірна (18 км), Яремче (8,5 км) та Коломия (39 км). Розташована в селищі Делятин Надвірнянського району Івано-Франківської області.

## Історія
Будівництво лінії Станиславів — Вороненко розпочато 1893 року, коли на Делятинщині створили три будівельні підприємства, з яких одне будувало лінію Надвірна — Делятин, а друге — Делятин — Микуличин. У 1894 році станція Делятин була відкрита.
З 1894 року розроблявся проєкт будівництва дільниці Делятин — Коломия, а дозвіл на будівництво було отримано у січні 1896 року. Начальником станції у Делятині тоді був Адольф Носек. Лінію Делятин — Коломия — Стефанешти введено в експлуатацію 1899 року.
У 1904—1905 роках Делятин вже мав залізничне сполучення з Станиславівом, Вороненкою, Коломиєю та Заліщиками. У 1910—1911 роках до місць, куди можна було дістатися без пересадки, відкрита станція Ясіня.
У 1914 році, в ході Першої світової війни, комендантом станції було призначено професора Пуделка зі Станиславова.
1917 року під час війни кам'яний залізничний міст через річку Любіжню було підірвано, нові арки зробили дерев'яними, проте надовго такої конструкції не вистачило і до перебудови споруди (відновлений міст введений в експлуатацію 30 вересня 1921 року) поїзди на Станиславів відновили рух через Коломию.
У 1920—1921 роках підприємець З. Кляйн за власні кошти проклав 10 кілометрів вузькоколійної залізниці Делятин — Луг для обслуговування тартака, що містився в Делятині. Ця лінія так і не була перешита на широку колію.
У 1950-х роках рішенням Ради Міністрів СРСР створювалися так звані «центральні бази зберігання ядерних боєприпасів», однією з яких і став «Об'єкт 711», або «Івано-Франківськ-16» (в/ч 51989). Від залізничної станції Делятин до «перевалочної бази» у «передзоннику» була побудована одноколійна залізнична під'їзна колія. Військові підрозділи та власне містечко спочатку підпорядковувалися Першому Головному управлінню при Раді Міністрів СРСР, підприємства і апарат якого 26 червня 1953 року перетворені на Міністерство середнього машинобудування СРСР (структура, що відповідала у Радянському Союзі за управління галуззю військово-промислового комплексу із забезпечення розробки, виробництва та зберігання ядерних боєприпасів), надалі — 12-му Головному управлінню Міністерства оборони СРСР.
До 1993 року усі радіоактивні матеріали та ядерні заряди були вивезені до Росії, офіцери-росіяни з родинами виїхали до РФ.
Інспекція колійного господарства Прикарпаття у 2009 році, яку здійснило керівництво Львівської залізниці виявила самовільно, усупереч відповідним нормам, облаштовані сміттєзвалища на приколійній території та поблизу станції. Порушення санітарних норм були настільки значними, що залізниця пообіцяла скасувати зупинки приміських поїздів до станцій Яремче, Делятин та Рахів
.

## Пасажирське сполучення
Станція Делятин щоденно приймає приміські поїзди сполученням Коломия — Рахів — Ділове, Івано-Франківськ — Яремче / Ворохта, а також пасажирський поїзд № 143/144 сполученням Суми — Київ — Рахів   . Нічний пасажирський поїзд № 357/358 «Гуцульщина» сполученням Київ — Рахів прямує через станцію без зупинок.